# Lejeunea excavata
Lejeunea excavata là một loài Rêu trong họ Lejeuneaceae. Loài này được Mitt. mô tả khoa học đầu tiên năm 1860.